# 김보빈
김보빈(1985년 12월 13일 ~ )은 대한민국의 (TBS 교통방송) 아나운서다.

## 경력
- 2010.3~ TBS 교통방송 아나운서부 아나운서